# لورنس سمارت
لورنس سمارت (16 فبراير 1928 في أستراليا - 12 أكتوبر 2015) (بالإنجليزية: Laurence Smart)‏ هو لاعب كريكت أسترالي.

## وصلات خارجية
- لورنس سمارت على موقع إي آس بي آن كريك إنفو (الإنجليزية)